# Filip Jakob Repež
Filip Jakob Repež, slovenski organist, pesnik in skladatelj, * 12. april 1706, Cerknica, † 11. oktober 1773, Stari trg pri Ložu.
V matični knjigi cerkniške župnije je vpisan z imenom Joannes Jacobus (Janez Jakob). Bil je sin Jakoba Repiža in njegove žene Katarine (ni znan njen dekliški priimek). Repež je kot organist v Starem trgu pri Ložu skrbel za petje ob romarskih shodih pri romarski cerkvici sv. Križa na Križni gori. Na napeve znanih pesmi je sestavil več pesmi s spodbudno vendar le deloma izvirno vsebino. Pesmi, pisane s številnimi kiticami, mu je s pomočjo dobrotnikov tudi uspeli izdati. Tako Romarske bukvice (1757) vsebujejo dvanajst pesmi, molitvenik in romarski priročnik Nebešku blagu (1764) tri, Romarska drugu blagu (1770) pa petindvajset pesmi, medtem ko se rokopisna zbirka Štima božja ni ohranila. V poznejših pesmaricah se Repeževe pesmi niso več ponatiskovale ali prepisovale, ker so bile preveč lokalno obarvane, delno so bile objavljene v antologiji A. Gspana Cvetnik slovenskega umetnega pesništva do srede XIX. stoletja, 1, (Ljubljana 1978).